# Lappdalsfjärden
Lappdalsfjärden är en fjärd i Finland. Den ligger i landskapet Egentliga Finland, i den södra delen av landet, 120 km väster om huvudstaden Helsingfors.
Lappdalsfjärden ligger mellan Kimitoön i söder och Sagu i norr. Den ansluter till Halslaxfjärden i väster samt Tavastronanselkä och Samulinselkä i öster.